# Pierre Blanc (sculpteur)
Pour les articles homonymes, voir Pierre Blanc et Blanc (homonymie).
Pierre Blanc, né à Lausanne le 20 octobre 1902 et mort à Corbeyrier le 3 novembre 1986, est un sculpteur suisse.

## Biographie

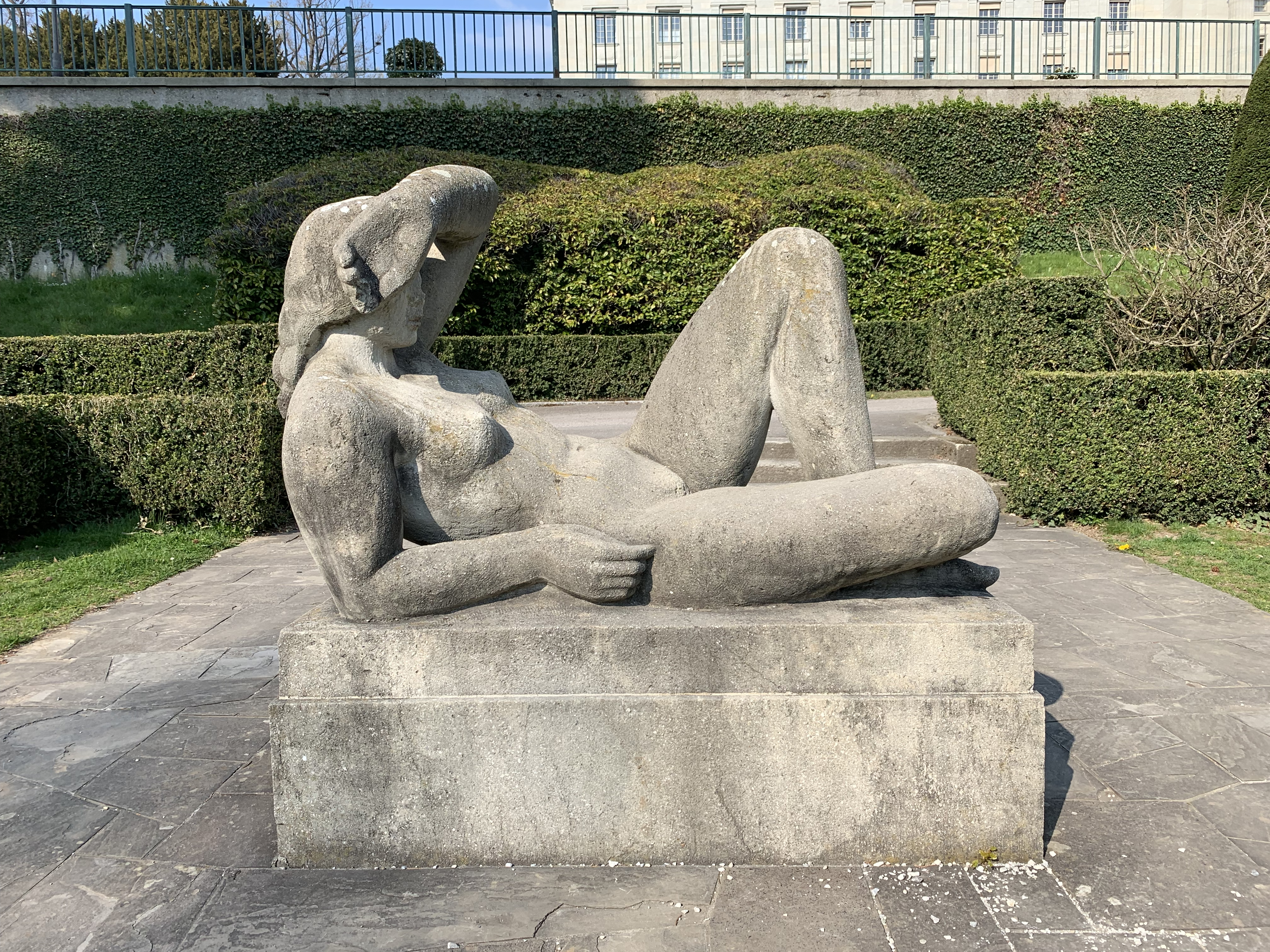
L'été (1949) par Pierre Blanc, au Parc de Mon-Repos à Lausanne.

Élève de Maurice Sarkissoff à l'école des Beaux-Arts de Genève de 1919 à 1924, il collabore de 1924 à 1925 à la décoration du siège du Tribunal fédéral suisse à Lausanne, puis s'installe à Paris en octobre 1925 où il va résider jusqu'en 1939. C'est à Paris qu'il prend gout à la sculpture animalière en fréquentant le Jardin des plantes et le zoo de Vincennes où il étudie les animaux sur le vif. Il se lie alors avec François Pompon et devient praticien dans l'atelier de José et Jean Martel. Durant cette période, il participe au Salon d'Automne (1928-1931) où il expose deux bronze, Autruche et Bison, au Salon des artistes décorateurs (1930) et à celui des Tuileries (1930, 1931, 1938).
En 1930, il épouse Geogette Candrand dont il aura une fille. En 1932,1934 et 1935 il est lauréat de la bourse fédérale des Beaux-Arts et reçoit une première commande de la ville de Lausanne : un sanglier en bronze pour le parc du Denantou ; mobilisé en 1939, il quitte la France et s'installe définitivement à Lausanne ou il organisera plusieurs expositions. Il reçoit de nombreuses commandes de sa ville natale qui, en 1962, met un atelier à sa disposition à l'Orangerie du parc Mon Repos. Il participe alors à la restauration du porche de la cathédrale de Lausanne de 1970 à 1974. Après la guerre, il revient à une sculpture figurative plus conventionnelle.